# Església de la Sang i Museu d'Història de Nules
La Capella de la Puríssima Sang, coneguda també com a Església de la Sang, i on se situa actualment el Museu d'Història, és un edifici exreligiós de Nules, a la comarca de la Plana Baixa, que està catalogat com Bé de Rellevància Local segons la

## Descripció històric artística
L'església es va construir al segle xvi, encara que l'edifici en ha estat destinat a molt diversos usos al llarg de la seva història. Així, durant l'ocupació francesa l'església va ser utilitzada com a quadra i dormitori de soldats. Més tard, a la fi del segle xix va ser utilitzada com a escola i com a garatge el 1932. Es va construir seguint la tipologia de «església de reconquesta» (amb nau única), la qual cosa queda patent en les dimensions reduïdes, així com en el tipus d'elements arquitectònics utilitzats. Pot per això considerar-se com un exemple únic d'aquest tipus d'edificacions a la Plana Baixa. A més és un bell exemple d'estil gòtic.
EL 1597 es té documentació que certifica la construcció de l'església que serà la seu de la Confraria de «la Sang», coneguda popularment avui dia com «del Nazareno». També va servir de lloc de reunió per al Consell de la Vila.
Durant la Guerra Civil Nules va ser protagonista de confrontacions entre els dos bàndols bel·ligerants, cosa que afectà molt negativament al patrimoni històric artístic del municipi, i d'una manera especial el religiós, es va produir el saqueig de totes les esglésies de Nules i es van destruir retaules i imatges. És en un d'aquests saquejos i destruccions d'imatges quan es va cremar la imatge de la Sang que es trobava a la part superior del retaule major de la Capella de la Sang, que era l'única part de l'antiga església de la Sang que seguia conservant ús religiós i que estava separada de la mateixa per un envà que es va construir en l'època de la invasió francesa.

## Museu d'Història de Nules
El Museu d'Història de Nules es va crear el 1988, i es va situar en les instal·lacions de l'antiga Església de la Sang, que havia estat restaurada el 1985, sent un museu de titularitat pública, gestionat per l'Ajuntament de Nules.
El contingut del museu és molt variat, i abasta des de restes arqueològiques (com el llaura romana de Santa Bàrbara, la col·lecció numismàtica i els fragments de ceràmica trobats en les muralles de Nules i Mascarell) i obres d'art (dels quals destaquen: la talla en pedra policromada de Santa María, de finals del segle xiv; una talla de Sant Jaume del segle xv; un retaule ceràmic de Santa Teresa, del segle xviii, i un llenç que representa el portal de Castelló de les muralles de Nules, datat de 1870) fins a objectes típics d'un museu etnològic (tals com a eines i aperos de conreu).
El museu es pot visitar lliurement diversos dies laborables, i també existeixen visites guiades, així com visites en caps de setmana, aquestes dues últimes amb reserva.